# 长腺樱桃
长腺樱桃（学名：Cerasus claviculata）为蔷薇科樱属的植物，是中国的特有植物。分布于中国大陆的陕西、山西等地，生长于海拔1,400米至2,300米的地区，多生在山谷阴处或山坡密林中，目前尚未由人工引种栽培。